# Dischidia subulata
Dischidia subulata är en oleanderväxtart. Dischidia subulata ingår i släktet Dischidia och familjen oleanderväxter.

## Underarter
Arten delas in i följande underarter:
- D. s. angustata
- D. s. subulata